# Тиждень ізраїльського апартеїду

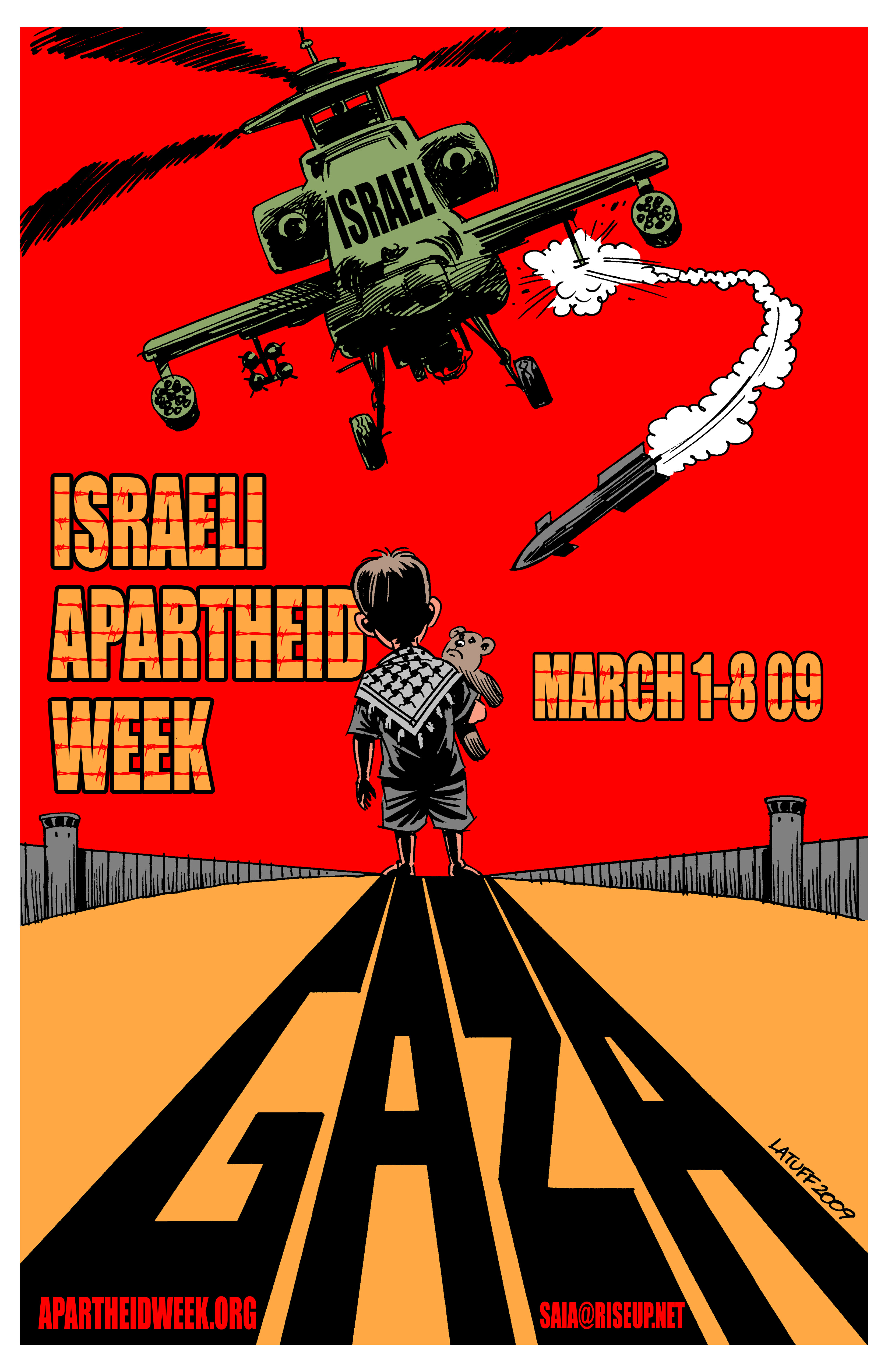
Плакат Тижня ізраїльського апартеїду 2009 року.

Тиждень ізраїльського апартеїду — низка заходів, переважно в навчальних закладах, спрямованих на поширенні інформації про ситуацію з палестинським населенням на окупованих Ізраїлем територіях і на посиленні бойкоту Ізраїлю. Під час тижня демонструються фільми, проводяться лекції та демонстрації. З часу першого заходу у 2005 році, Тижні проводяться у 55 містах Канади, США, Європи та Ізраїлю.

## Спрямованість заходів
Метою проведення цих заходів, організатори тижнів визначають посилення тиску та державу Ізраїль, формування суспільної думки проти, на їх думку, утиску прав палестинців та бойкоту Ізраїлю. В організації цих заходів проводиться певна паралель з колишнім режимом апартеїду у Південній Африці й міжнародного тиску та бойкоту ПАР, що у кінцевому результаті призвели до падіння режиму апартеїду.
Організатори тижнів, зокрема, виступають за припинення ізраїльської окупації та колонізації палестинських територій, проти розширення ізраїльських поселень та вимагають виконання резолюції ООН №194, що гарантує право повернення палестинських біженців на свої землі.
Особливій критиці піддаються факти окремих умов проживання на одній території палестинців та ізраїльських поселенців, осібні дороги, водопостачання, обмеження, комендантські години, контрольно-пропускні пункти, якими обмежують пересування тільки палестинців. Критики Ізраїлю вбачають в цьому прояв апартеїду і звертають увагу громадськості на такі факти протягом Тижнів апартеїду.